# Попов, Алексей Алексеевич (педагог)
Алексей Алексеевич Попов (1842 — не ранее 1903) — русский педагог, директор 2-й Киевской мужской гимназии.
Окончил Императорский Харьковский университет. В службу вступил 8 февраля 1867 года и спустя 16 лет, 15 мая 1883 года был произведён в чин действительного статского советника.
Был назначен 1 марта 1889 года на должность директора 2-й Киевской мужской гимназии. Как правило, директора этой гимназии руководили также и Киевской женской гимназией. Выпускник 2-й гимназии В. В. Шульгин вспоминал, что Алексей Алексеевич Попов также преподавал историю. «Был строг, требовал чёткой хронологии, делал письменные проверки, причём каждому ученику давал свою тему». Директорскую должность занимал до 22 апреля 1903 года.
Был награждён орденами Св. Станислава 1-й ст. (1887), Св. Владимира 3-й ст. (1880), Св. Анны 2-й ст. (1875), медалью «В память царствования императора Александра III».
Был женат; имел дочь и двух сыновей.